# Лорін Леппін
Лорін Леппін  (англ. Lauren Lappin, 26 червня 1984) — американська софтболістка, олімпійська медалістка.

## Виступи на Олімпіадах
| Олімпіада  | Дисципліна | Місце |
| ---------- | ---------- | ----- |
| Пекін 2008 | софтбол    | 2     |

## Особисте життя
Лорін Леппін є відкритою лесбійкою.